# Projekt 310
Třída Don (projekt 310) byla třída mateřských lodí ponorek sovětského námořnictva (jejich ruské označení je plovoucí základna). Mezi jejich hlavní úkoly patřilo poskytování technické a logistické podpory sovětským ponorkám. Celkem bylo postaveno sedm jednotek této třídy. Jediným zahraničním uživatelem třídy se stalo indonéské námořnictvo. Sovětská plavidla po rozpadu SSSR převzalo ruské námořnictvo. Všechny byly ze služby vyřazeny.

## Stavba
V letech 1957-1962 bylo loděnicí v Nikolajevu postaveno celkem sedm jednotek této třídy. Plavidla dostala jména Dmitrij Galkin, Fjodor Viďajev, Magomed Gadžijev, Magadanskij komsomolec, Kamčatskij komsomolec, Viktor Kotelnikov a Nikolaj Kartašov.
Jednotky třídy Don:
| Jméno                                      | Verze        | Spuštěna | Vstup do služby   | Status                                                               |
| ------------------------------------------ | ------------ | -------- | ----------------- | -------------------------------------------------------------------- |
| Dmitrij Galkin                             | projekt 310  | 1960     | 25. prosince 1960 | vyřazena 1991                                                        |
| Fjodor Viďajev                             | projekt 310  | 1957     | 30. září 1958     | vyřazena 1996                                                        |
| Magomed Gadžijev                           | projekt 310  | 1957     | 1. července 1960  | vyřazena 1993                                                        |
| Batur (ex PB-9, ex Kamčatskij komsomolec)  | projekt 310  | 1956     | 28. března 1958   | vyřazena 1998                                                        |
| PB-3 (ex PB-27, ex Magadanskij komsomolec) | projekt 310  | 1961     | 30. září 1962     | modernizace na verzi projekt 310M, vyřazena 1992                     |
| Viktor Kotelnikov                          | projekt 310  | 1957     | 11. prosince 1959 | modernizace na verzi projekt 310M, vyřazena 1994                     |
| Nikolaj Kartašov                           | projekt 310A | 1960     | 31. května 1962   | Roku 1962 předána Indonésii a pojmenována Ratulangi (301), vyřazena. |

## Konstrukce
Elektronické vybavení tvořily systémy Kurs, Rit a MG-26. Plavidla nesla silnou výzbroj – čtyři dvouúčelové 100mm kanóny v jednohlavňových věžích a osm dvouúčelových 57mm kanónů ve dvoudělových věžích. Pohonný systém tvořily čtyři diesely o výkonu 14 000 bhp, pohánějící dvojici lodních šroubů. Nejvyšší rychlost dosahovala 16 uzlů. Dosah byl 21 000 námořních mil při rychlosti 10 uzlů.

### Modifikace
Mateřská loď Viktor Kotelnikov byla v průběhu služby upravena pro nesení vrtulníku (projekt 310M). Byly z ní sejmuty zadní věže se 100mm kanóny a na jejich místě byla instalována přistávací plocha pro vrtulník Kamov Ka-25. Mateřská loď Magadanskij Komsomolec prodělala stejnou modifikaci, přičemž z ní byly sejmuty i příďové věže, které nahradily dvě vypouštěcí zařízení ZIF-122 protiletadlového raketového kompletu Osa-M se zásobou 20 střel.